# Forever and Ever, Amen
"Forever and Ever, Amen" är en singel släppt 1987 av countryartisten Randy Travis, med låten skriven av Paul Overstreet och Don Schlitz. Det var was Randy Travis's tredje countrysingeletta i USA.
1987 vann "Forever and Ever, Amen" en Grammy för "Bästa Country & western-låt" och ett Academy of Country Music-pris för "Årets låt".

## Europa
En 3"-CD -singel släpptes i Storbritannien (katalognummer. #W8384CD) som även innehöll låtarna "Promises" och "On the Other Hand" samt en intervju med Wally Whyton.

## Listplaceringar
| Lista (1987)                            | Topplacering |
| --------------------------------------- | ------------ |
| Kanada (RPM Adult Contemporary Tracks)  | 10           |
| Kanada (RPM Country Tracks)             | 1            |
| Storbritannien (Brittiska singellistan) | 55           |
| USA (Billboard Hot Country Singles)     | 1            |

Den här artikeln är helt eller delvis baserad på material från engelskspråkiga Wikipedia.

### Fotnoter
1. ↑  ”ACMs - Previous Winners - Song of the Year”. Arkiverad från originalet den 16 juli 2011. https://web.archive.org/web/20110716192328/http://countrymusic.about.com/library/blprevacmsong.htm. Läst 14 december 2010.